# Далакайнарський сільський округ
Далакайна́рський сільський округ (каз. Далақайнар ауылдық округі, рос. Далакайнарский сельский округ) — адміністративна одиниця у складі Шуського району Жамбильської області Казахстану. Адміністративний центр — село Далакайнар.
Населення — 1373 особи (2021; 1358 у 2009, 1985 у 1999, 2507 у 1989).
Станом на 1989 рік існувала Далакайнарська сільська рада (село Далакайнар, селище Коктобе).

## Склад
До складу округу входять такі населені пункти:
| Населений пункт  | Старі назви | Населення, осіб (1989) | Населення, осіб (1999) | Населення, осіб (2009) | Населення, осіб (2021) |
| ---------------- | ----------- | ---------------------- | ---------------------- | ---------------------- | ---------------------- |
| Далакайнар, село | -           | 2305                   | 1985                   | 1358                   | 1373                   |
| --Коктобе, село  | -           | 202                    | -                      | -                      | -                      |